# 안토노프 An-3
안토노프 An-3은 소련(현재의 러시아, 우크라이나)에서 제작된 민간용 다목적 및 농업용 항공기이다. 안토노프 An-2를 터보프롭 동력을 이용한 항공기로 업그레이드하거나 교체할 수 있도록 설계되었다.
1980년 5월 13일에 첫 비행이 있었지만 프로젝트에는 관심이 없었기 때문에 매우 느리게 진행되었고 시험 비행은 1991년까지 완료되지 않았다. 터빈 구동 복엽기로 설계된 항공기 가운데 하나로서 1990년대 후반부터 프로젝트가 활성화되었다. 2000년부터 마케팅 캠페인이 본격적으로 시작되었다. 기본적으로는 농업용 항공기, 승객 12명 또는 화물 1,800kg을 수송할 수 있는 민간용 항공기로 나뉜다.

## 같이 보기
- 안토노프 An-2